# Вали-ду-Акри (мезорегион)

Вали-ду-Акри на карте.

Вали-ду-Акри (порт. Mesorregião do Vale do Acre) — административно-статистический мезорегион в Бразилии, входит в штат Акри. Население составляет 527 475 человек на 2010 год. Занимает площадь 78 675,201 км². Плотность населения — 6,7 чел./км². На юге и западе граничит с Перу, на юго-востоке с Боливией.
Территория мезорегиона отошла к Бразилии по договору с Боливией от 17 ноября 1903 года.

## Состав мезорегиона
В мезорегион входят следующие микрорегионы:
1. Бразилея
2. Риу-Бранку
3. Сена-Мадурейра

## Демография
Согласно сведениям, собранным в ходе переписи 2010 г. Национальным институтом географии и статистики (IBGE), население мезорегиона составляет:
| Полное население                            | Полное население                            | Полное население                            | Полное население                            | 527 475 |
| ------------------------------------------- | ------------------------------------------- | ------------------------------------------- | ------------------------------------------- | ------- |
| в том числе:                                | Городское население                         | 418 337                                     | Процент городского населения, %             | 79,31   |
|                                             | Сельское население                          | 109 138                                     | Процент сельского населения, %              | 20,69   |
|                                             | Мужское население                           | 263 051                                     | Процент мужского населения, %               | 49,87   |
|                                             | Женское население                           | 264 424                                     | Процент женского населения, %               | 50,13   |
| Плотность населения, чел/км²                | Плотность населения, чел/км²                | Плотность населения, чел/км²                | Плотность населения, чел/км²                | 6,7     |
| Население мезорегиона в % к населению штата | Население мезорегиона в % к населению штата | Население мезорегиона в % к населению штата | Население мезорегиона в % к населению штата | 71,91   |